# Generali Open 2022 - Qualificazioni singolare
Le qualificazioni del singolare del Generali Open 2022 sono state un torneo di tennis preliminare per accedere alla fase finale della manifestazione. I vincitori dell'ultimo turno sono entrati di diritto nel tabellone principale. In caso di ritiro di uno o più giocatori aventi diritto, sono subentrati i lucky loser, ossia i giocatori che hanno perso nell'ultimo turno e che avevano una classifica più alta rispetto agli altri partecipanti che avevano perso nel turno finale.

## Teste di serie
1. Pavel Kotov (primo turno)
2. Vít Kopřiva (qualificato)
3. Zizou Bergs (primo turno)
4. Manuel Guinard (primo turno)

1. Aleksandr Ševčenko (ultimo turno, lucky loser)
2. Gerald Melzer (qualificato)
3. Evan Furness (primo turno)
4. Daniel Dutra da Silva (ultimo turno, lucky loser)

## Qualificati
1. Sebastian Ofner
2. Vít Kopřiva

1. Gerald Melzer
2. Hernán Casanova

### Lucky loser
1. Daniel Dutra da Silva
2. Vitaliy Sachko

1. Aleksandr Ševčenko
2. Ivan Gakhov

## Tabellone

### Sezione 1
|  | Primo turno | Primo turno     | Primo turno     | Primo turno | Primo turno |  |  | Ultimo turno | Ultimo turno    | Ultimo turno    | Ultimo turno | Ultimo turno |  |
|  |             |                 |                 |             |             |  |  |              |                 |                 |              |              |  |
|  | 1           | Pavel Kotov     | Pavel Kotov     | 65          | 5           |  |  |              |                 |                 |              |              |  |
|  |             | Sebastian Ofner | Sebastian Ofner | 7           | 7           |  |  |              | Sebastian Ofner | Sebastian Ofner | 6            | 6            |  |
|  |             | Vitaliy Sachko  | Vitaliy Sachko  | 7           | 6           |  |  |              | Vitaliy Sachko  | Vitaliy Sachko  | 4            | 4            |  |
|  | 7           | Evan Furness    | Evan Furness    | 5           | 3           |  |  |              |                 |                 |              |              |  |

### Sezione 2
|  | Primo turno | Primo turno        | Primo turno        | Primo turno | Primo turno |  |  | Ultimo turno | Ultimo turno       | Ultimo turno | Ultimo turno | Ultimo turno |  |
|  |             |                    |                    |             |             |  |  |              |                    |              |              |              |  |
|  | 2           | Vít Kopřiva        | 3                  | 6           | 6           |  |  |              |                    |              |              |              |  |
|  | WC          | Lukas Neumayer     | 6                  | 4           | 1           |  |  | 2            | Vít Kopřiva        | 1            | 6            | 6            |  |
|  |             | Lukáš Klein        | Lukáš Klein        | 4           | 3           |  |  | 5            | Aleksandr Ševčenko | 6            | 4            | 4            |  |
|  | 5           | Aleksandr Ševčenko | Aleksandr Ševčenko | 6           | 6           |  |  |              |                    |              |              |              |  |

### Sezione 3
|  | Primo turno | Primo turno     | Primo turno | Primo turno | Primo turno |  |  | Ultimo turno | Ultimo turno  | Ultimo turno | Ultimo turno | Ultimo turno |  |
|  |             |                 |             |             |             |  |  |              |               |              |              |              |  |
|  | 3           | Zizou Bergs     | Zizou Bergs | 4           | 3           |  |  |              |               |              |              |              |  |
|  | Alt         | Ivan Gakhov     | Ivan Gakhov | 6           | 6           |  |  | Alt          | Ivan Gakhov   | 3            | 6            | 3            |  |
|  | WC          | Hamad Međedović | 6           | 2           | 2           |  |  | 6            | Gerald Melzer | 6            | 3            | 6            |  |
|  | 6           | Gerald Melzer   | 2           | 6           | 6           |  |  |              |               |              |              |              |  |

### Sezione 4
|  | Primo turno | Primo turno           | Primo turno     | Primo turno | Primo turno |  |  | Ultimo turno | Ultimo turno          | Ultimo turno | Ultimo turno | Ultimo turno |  |
|  |             |                       |                 |             |             |  |  |              |                       |              |              |              |  |
|  | 4           | Manuel Guinard        | Manuel Guinard  | 3           | 5           |  |  |              |                       |              |              |              |  |
|  | Alt         | Hernán Casanova       | Hernán Casanova | 6           | 7           |  |  | Alt          | Hernán Casanova       | 1            | 7            | 6            |  |
|  | Alt         | Malek Jaziri          | 5               | 6           | 2           |  |  | 8            | Daniel Dutra da Silva | 6            | 63           | 1            |  |
|  | 8           | Daniel Dutra da Silva | 7               | 4           | 6           |  |  |              |                       |              |              |              |  |